# Sun Ye
Sun Ye (China, 15 de enero de 1989) es una nadadora china especializada en pruebas de corta distancia, donde consiguió ser campeona olímpica en 2008 en los 4 x 100 metros estilos.

## Carrera deportiva
En los Juegos Olímpicos de Pekín 2008 ganó la medalla de bronce en los 4 x 100 metros estilos, con un tiempo de 3:56.11 segundos que fue récord de Asia, tras Australia y Estados Unidos (plata).